# Urho3D
Urho3D is een lichtgewicht game engine geschreven in C++ en uitgegeven onder een MIT-licentie.

## Functies
- Rendering via Direct3D 9/11, OpenGL 2.0/3.2, OpenGL ES 2.0 of WebGL.